# La Vraie Gaieté
La Vraie Gaieté est un tableau réalisé par le peintre français Antoine Watteau au début du XVIIIe siècle. De format vertical, cette petite huile sur panneau de bois est une scène de genre qui représente un homme et une femme qui dansent à côté de quatre autres personnages installés près d'un bâtiment, parmi lesquels un violoniste aperçu de dos, dans l'angle inférieur gauche de la composition. Achetée en 1974 à Londres, au Royaume-Uni, l'œuvre est conservée depuis lors au musée des Beaux-Arts de Valenciennes, à Valenciennes, dans le Nord.